# Vergauwen
Vergauwen is een geslacht uit het Waasland, waarvan leden sinds 1871 tot de Belgische adel behoren. Ze voeren als wapenschild: D'azur au souci d'or , feuillé et tigé de même. 

## Geschiedenis
De bewezen stamreeks begint met Petrus Vergauwen, schepen van Verrebroek die op 23 april 1648 overleed, eerste vermelding van een telg uit dit geslacht. Zo huwde Gregorius Vergauwen, die Stadhouder van Verrebroek was, op 31 oktober 1688 met Catharina Nys, dochter van heer Balduinis Nys (1616 - 1698), die vanaf 1673 Hoogschepen van het Land van Waes was.
Tot in de 20e eeuw leverde dit geslacht vele lokale, provinciale en nationale bestuurders in de Polders. 
Twee broers Vergauwen, Jean (1799-1881) en Franz (1801-1881) werden op 27 november 1871 in de Belgische adel verheven waardoor zij en hun nageslacht de titel jonkheer/jonkvrouw verkregen. Alleen de tak van Franz heeft nog levend nageslacht.

## Enkele telgen
Jean-Baptiste Vergauwen, handelaar
- Jhr. Jean Vergauwen-Goethals (1799-1881), senator
  - Jhr. Octave Vergauwen (1827-1900), legatiesecretaris; trouwde in 1859 met de Nederlandse jkvr. Pauline de la Court (1834-1900), lid van de familie De la Court
  - Jhr. Georges Vergauwen (1831-1905), burgemeester van Berlare; trouwde in 1862 met de Nederlandse jkvr. Ludovica de la Court (1842-1914), lid van de familie De la Court
    - Jhr. Frédéric Vergauwen (1874-1919), advocaat en volksvertegenwoordiger
- Jhr. Franz Vergauwen (1801-1881), volksvertegenwoordiger, senator en burgemeester
  - Jkvr. Alix Vergauwen (1835-1895); trouwde in 1855 met jhr. Charles de Montpellier d'Annevoie (1828-1907), burgemeester van Annevoie
  - Jhr. Alfred Vergauwen (1839-1911), provincieraadslid
  - Jkvr. Delphine Vergauwen (1842-1895); trouwde in 1862 met Victor ridder Stas (1836-1886), burgemeester van Bottelare
  - Jhr. Ernest Vergauwen (1847-1915), provincieraadslid, burgemeester van Scheldewindeke; trouwde in 1873 met Isabelle Veranneman de Watervliet (1850-1898), kleindochter van Philippe Veranneman de Watervliet, burgemeester van Brugge
    - Jkvr. Elisabeth Vergauwen (1875-1963); trouwde in 1900 met Gabriel Piers de Raveschoot, burgemeester van Olsene
    - Jhr. Conrad Vergauwen (1881-1948) x Jeanne Verhaegen (1885-1958)
      - Jhr. Etienne Vergauwen (1910-1991)
        - Jhr. dr. Eric Vergauwen (1936-2006), advocaat
          - Jkvr. Catherine Vergauwen (1959), advocaat
          - Jhr. Alain Vergauwen (1961), advocaat
          - Jhr. Cédric Vergauwen (1968), advocaat